# Dactylorhiza pontica
Dactylorhiza pontica är en orkidéart som först beskrevs av Kohlmüller, och fick sitt nu gällande namn av Pierre Delforge. Dactylorhiza pontica ingår i Handnyckelsläktet som ingår i familjen orkidéer.
Artens utbredningsområde är Turkiet. Inga underarter finns listade i Catalogue of Life.